# Bopindolol
A bopindolol hosszú hatású, vízoldékony, nem szelektív béta-receptor blokkoló vegyület, amely enyhe szimpatomimetikus aktivitással (ISA) is rendelkezik.  Membránstabilizáló hatást a terápiás koncentráció sokszorosát elérő töménységben sem mutat. Maga a vegyület prodrug, a gyógyszerhatásért a májban keletkező aktív, hidrolizált metabolitja felelős.

## Farmakokinetika
A bopindolol biohasznosíthatósága per os alkalmazás után 60-70%, plazma felezési ideje kb. 50 perc. A gyorsan keletkező aktív metabolit magas béta-receptor affinitása miatt, azonban a hatástartam hosszabb. Az aktív metabolit 60% kötődik a plazmafehérjékhez, megoszlási térfogata 200 liter. Állatkísérletek során kimutatták, hogy a bopindolol aktív metabolitja kis mértékben átjut az anyatejbe, humán adatok azonban nem állnak rendelkezésre.A beadott adag mintegy 50%-a a vesén keresztül választódik ki, elsősorban az aktív metabolit formájában. Hosszú hatástartama és ISA hatása miatt kevésbé valószínű a rebound jelenség megjelenése a kezelés abbahagyása után.

## Farmakodinámia
A bopindolol hosszú hatású, vízoldékony, nem szelektív β-receptor blokkoló vegyület. Rendelkezik enyhe intrinszik szimpatomimetikus aktivitással, membránstabilizáló hatása azonban magas koncentrációban sincs. 
A vegyület egy prodrug, a hatást a májban keletkező aktív metabolitja fejti ki.
Gátolja az emelkedett szimpatikus aktivitás hatását a szívre, csökkenti a szívfrekvenciát és a perctérfogatot, ezáltal mérsékli a szív oxigén igényét, csökkentve az anginás rohamok számát. A perifériás ellenállás csökkentésével hosszútávú vérnyomáscsökkentő hatást fejt ki.

## Hatásmechanizmus
Az bopindolol gátolja az adrenalin és noradrenalin kötődését a szívben található β1 receptorokhoz, melynek következtében csökken a szívfrekvencia és a vérnyomás.  Kisebb mértékben kötődik a juxtaglomeruláris készülékben található β2 receptorokhoz, ezáltal csökkenti a renin szekréciót, gátolva az angiotenzin II és aldoszteron termelést, aminek következtében csökken az angiotenzin II okozta érösszehúzódás intenzitása és az aldoszteron okozta vízvisszatartás.

## Javallat
A bopindolol alkalmazható hipertónia kezelésére monoterápiában vagy más vérnyomás csökkentő szerekkel társítva. Ugyanakkor használható stabil angina pectoris profilaktikus kezelésére is.

## Ellenjavallat
A bopindolol ellenjavallt olyan betegeknél akiknél dekompenzált szívelégtelenség, asztma, cor pulmonare, sick sinus szindróma vagy atrio-ventrikuláris blokk található a kórelőzményben.

## Gyógyszerkölcsönhatás
A bopindolol más antihipertenzív szerekkel történő együttadása során, az additív hatás miatt, hipotónia jelentkezhet, ezért együttadáskor fontos a megfelelő dózis kiválasztása. Ellenjavallt a bopindolol együttadása i.v. kalcium csatorna blokkolókkal, mivel nő a bradycardia és AV-blokk veszélye. A MOA-gátlók növelik a katekolaminok szintjét, ezért ezek együttadása bopindolollal ellenjavallt. A nitrátok, hipnotikumok, antidepresszánsok, valamint enzim-inhibitorok (cimetidin) fokozzák a bopindolol antihipertenzív hatását, együttadásuk növeli a hipotónia kialakulásának veszélyét, míg a szimpatomimetikumok, egyes nem-szteroid gyulladáscsökkentők (indometacin), illetve enzim induktorok (rifampicin, barbiturátok) csökkentik a bopindolol hatását, együttadásuk hipertóniához vezethet.

## Mellékhatások
A bopindolol mellékhatásai elsősorban a kardio-vaszkuláris rendszert érintik, okozhat bradycardiát, szívelégtelenséget, szívritmuszavart, hipotóniát, perifériás keringési zavarokat. A kezelés során előfordulhat még szédülés, fejfájás, fáradékonyság, ritkán allergiás bőrelváltozás.

## Túladagolás
Nagymértékű túladagolás esetén a bopindolol bradycardiát, AV-blokkot, hipotóniát, keringési elégtelenséget okoz. Ezek kezelésére szükséges a beteg monitorizálása (légzési-, keringési paraméterek, vesefunkció, elektrolitok) valamint a fel nem szívódott gyógyszer eltávolítása gyomormosással. A bradycardiát és AV-blokk esetén atropin, vagy ha ez hatástalan, pacemaker javasolt. A keringési elégtelenség glukagonnal kezelhető. A β-blokád áttörésére izoprenalin vagy dobutamin használható.

## Készítmények
SANDONORM